# Gaius Sulgius Caecilianus
Gaius Sulgius Caecilianus (vollständige Namensform Gaius Sulgius Lucius filius Papiria Caecilianus) war ein im 3. Jahrhundert n. Chr. lebender Angehöriger der römischen Armee. Durch eine Inschrift, die in Tuccabor gefunden wurde, ist seine militärische Laufbahn bekannt, die als cursus inversus, d. h. in absteigender Reihenfolge wiedergegeben ist.
Als erste ausgeübte militärische Position ist in der Inschrift der Posten eines optio peregrinorum angegeben; Caecilianus war im castra peregrina eingesetzt, dem Standort der Frumentarii bei Rom, wo er als deren Ausbilder (exercitator militum frumentariorum) diente. Danach wurde er als nauarchus zur Classis praetoria Misenensis pia vindix versetzt. Im Anschluss diente er als Centurio in den folgenden Legionen (in dieser Reihenfolge): in der Legio XIII Gemina, die ihr Hauptlager in Apulum in der Provinz Dacia hatte, in der Legio XVI Flavia Firma, die ihr Hauptlager in Samosata in der Provinz Syria hatte, in der Legio I Parthica, die ihr Hauptlager in Singara in der Provinz Mesopotamia hatte, in der Legio VII Gemina, die ihr Hauptlager in León in der Provinz Hispania Tarraconensis hatte und zuletzt in der Legio III Augusta, die ihr Hauptlager in Lambaesis in der Provinz Africa hatte.
Danach wurde er noch drei Mal befördert und erreichte die folgenden Positionen: praepositus reliquationi classis praetoriae Misenatium Piae Vindicis et thesauris dominicis et Bastagis copiarum devehendarum, Primus Pilus in der Legio XX Valeria Victrix, die ihr Hauptlager in Deva Victrix in der Provinz Britannia hatte und zuletzt Praefectus der Legio III Cyrenaica, die ihr Hauptlager in Bostra in der Provinz Arabia hatte.
Caecilianus war in der Tribus Papiria eingeschrieben und stammte aus Tuccabor.
Durch eine zweite, unvollständig erhaltene Inschrift, die in Misenum gefunden wurde, ist belegt, dass dort Arbeiten unter der Aufsicht von Caecilianus durchgeführt wurden. Die Inschrift wird bei der Epigraphik-Datenbank Clauss-Slaby auf 222/233 datiert. James Robert Summerly und Brian Dobson datieren diese Inschrift in die Regierungszeit von Elagabal (218–222) oder von Severus Alexander (222–235). Stephen James Malone datiert das Kommando als praepositus reliquationi aufgrund dieser Inschrift in das Jahr 231, im Zusammenhang mit den Vorbereitungen für den Feldzug gegen die Perser von Severus Alexander.